# Jean Bastien
Pour les articles homonymes, voir Bastien.
Jean Bastien, né le 21 juin 1915 à Oran (Algérie) et mort le 8 avril 1969 à Marseille, est un joueur de football français. Comptant quatre sélections avec l'équipe de France, il a été notamment sélectionné pour disputer la Coupe du monde 1938 en France.

## Biographie
Formé à la SS Marsa à Oran où il évolue jusqu'en 1935, la carrière de ce footballeur s'est essentiellement déroulée au club de l'Olympique de Marseille. Il rejoint le club provençal en 1935. Hormis une saison au Racing club de France en 1938-1939 et deux autres au Toulouse Football Club en 1940-1941 et 1941-1942, la carrière de Jean Bastien est intimement liée à la cité phocéenne où il a porté les couleurs des deux clubs de la ville : l'O.M. et le GSC Marseille. 
Après avoir été capitaine de l'Olympique durant plusieurs années, il termine sa carrière en étant entraîneur-joueur au Montpellier HSC  en 1950-1951. Il est ensuite recruté comme entraîneur par différents clubs d'Afrique du Nord tels que l'Union Sportive Marocaine à Casablanca ou l'ASM à Oran.

Jean Bastien occupait un poste de milieu défensif. Il comptabilise 232 matches en première division pour 8 buts inscrits.Toutefois, Jean Bastien a évolué une saison en deuxième division lorsqu'il défendait les couleurs du GSM Marseille en 1949-1950.
Ce joueur a également eu une carrière internationale puisqu'il compte quatre sélections en équipe de France A entre 1938 et 1945, dont un quart de finale de coupe du monde contre l'Italie. Il n'a inscrit aucun but en compétition internationale.
La période toulousaine de la carrière de Jean Bastien ne semble pas correspondre à un projet sportif particulier mais, au vu de la période envisagée, aux conséquences intérieures de la Seconde Guerre mondiale en France (occupation de l'Allemagne).
Après avoir subi une opération chirurgicale délicate en mars 1969, il meurt à l'hôpital Salvator de Marseille le 8 avril 1969 à l'âge de 53 ans.

## Palmarès
- 4 sélections et 0 but en équipe de France entre 1938 et 1945
- Sélectionné pour la Coupe du monde 1938
- Champion de France en 1937 et 1948 avec Marseille
- Vice-champion de France en 1938 avec Marseille
- Vainqueur de la Coupe de France en 1938 et 1943 avec Marseille
- Finaliste de la Coupe de France en 1940 avec Marseille